# Palmarès dello Zamalek Sporting Club
Lo Zamalek Sporting Club (ar. نادي الزمالك Nādi az-Zamālik), noto anche come El-Zamalek, è una società polisportiva egiziana con sede a Giza, nell'area urbana della metropoli del Cairo, e nota principalmente per la sua sezione calcistica.
Tra i più blasonati e prestigiosi club d'Africa, avendo vinto in patria 14 campionati e 28 coppe nazionali e in ambito internazionale cinque Champions League africane, cinque Supercoppe d'Africa, una Coppa delle Coppe CAF, due Coppe della Confederazione CAF e due Coppe afro-asiatiche, per un totale di 15 trofei internazionali riconosciuti dalla CAF e FIFA, il secondo record d'Africa e il settimo a livello mondiale.

## Competizioni regionali
- Campionato del Cairo: 13

1922-1923,  1929-1930, 1931-1932, 1933-1934, 1939-1940, 1940-1941, 1943-1944, 1944-1945, 1946-1947, 1948-1949, 1950-1951, 1951-1952, 1952-1953
- Campionato d'ottobre: 1

1974

## Competizioni nazionali
- Campionato egiziano: 14

1959-1960, 1963-1964, 1964-1965, 1977-1978, 1983-1984, 1987-1988, 1991-1992, 1992-1993, 2000-2001, 2002-2003, 2003-2004, 2014-2015, 2020-2021, 2021-2022
- Coppa d'Egitto: 28

1921-1922, 1931-1932, 1934-1935, 1937-1938, 1940-1941, 1942-1943, 1943-1944, 1951-1952, 1954-1955, 1956-1957, 1957-1958, 1958-1959, 1959-1960, 1961-1962, 1974-1975, 1976-1977, 1978-1979, 1987-1988, 1998-1999, 2001-2002, 2007-2008, 2012-2013, 2013-2014, 2014-2015, 2015-2016, 2017-2018, 2018-2019, 2020-2021
- Supercoppa d'Egitto: 4

2001, 2002, 2016, 2019
- Coppa del Sultano Hussein: 2

1920-1921, 1921-1922

## Competizioni internazionali
- CAF Champions League: 5

1984, 1986, 1993, 1996, 2002
- Coppa della Confederazione CAF: 2

2018-2019, 2023-2024
- Supercoppa CAF: 5

1994, 1997, 2003, 2020, 2024
- Coppa delle Coppe d'Africa: 1

2000
- Coppa dei Campioni afro-asiatica: 2

1987, 1997

## Altre competizioni internazionali
- Champions League araba: 1

2003

## Altri piazzamenti
- Campionato egiziano:

Secondo posto: 1998-1999, 2005-2006, 2006-2007, 2009-2010, 2010-2011, 2015-2016, 2019-2020
Terzo posto: 1949-1950, 1999-2000, 2007-2008, 2013-2014, 2016-2017, 2018-2019, 2022-2023, 2023-2024
- Coppa d'Egitto:

Finalista: 1927-1928, 1930-1931, 1933-1934, 1941-1942, 1947-1948, 1948-1949, 1952-1953, 1962-1963, 1977-1978, 1991-1992, 2005-2006, 2006-2007, 2010-2011
Semifinalista: 2016-2017, 2019-2020
- Supercoppa d'Egitto:

Finalista: 2003, 2004, 2008, 2014, 2015, 2018, 2021, 2024
- CAF Champions League:

Finalista: 1994, 2016, 2019-2020
Semifinalista: 1985, 2005
- Coppa della Confederazione CAF:

Semifinalista: 2015
- Coppa delle Coppe d'Africa:

Semifinalista: 1976
- Coppa CAF:

Semifinalista: 1999
- Supercoppa CAF:

Finalista: 2001
- Coppa dei Campioni afro-asiatica:

Finalista: 1994